# Економіка Мозамбіку
Мозамбік — аграрна країна. Основні галузі промисловості: харчова, хімічна, текстильна та легка промисловість, цементна, гірнича, тютюнова. Транспорт: автомобільний, залізничний, морський. Морські порти — Мапуту, Бейра, Накала. У Мапуту і Бейрі розташовані міжнародні аеропорти. По території Мозамбіка проходить нафтопровід від Бейри до Мутаре (Зімбабве).

## Історія

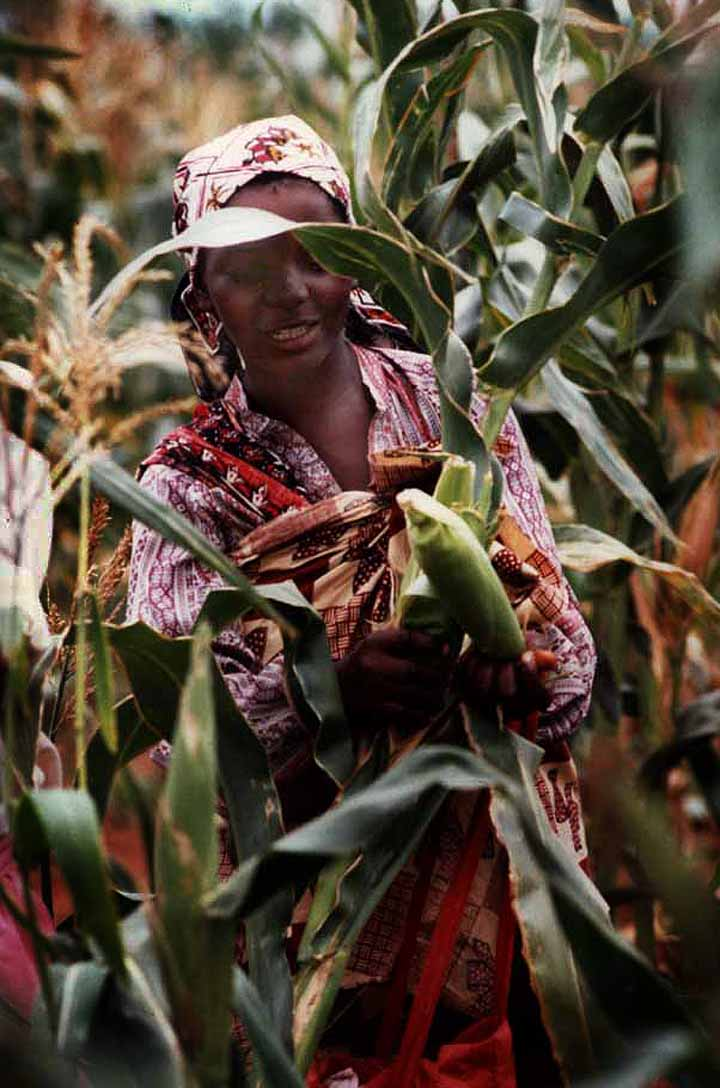
Жінка за збиранням цукрової кукурудзи — маїсу.

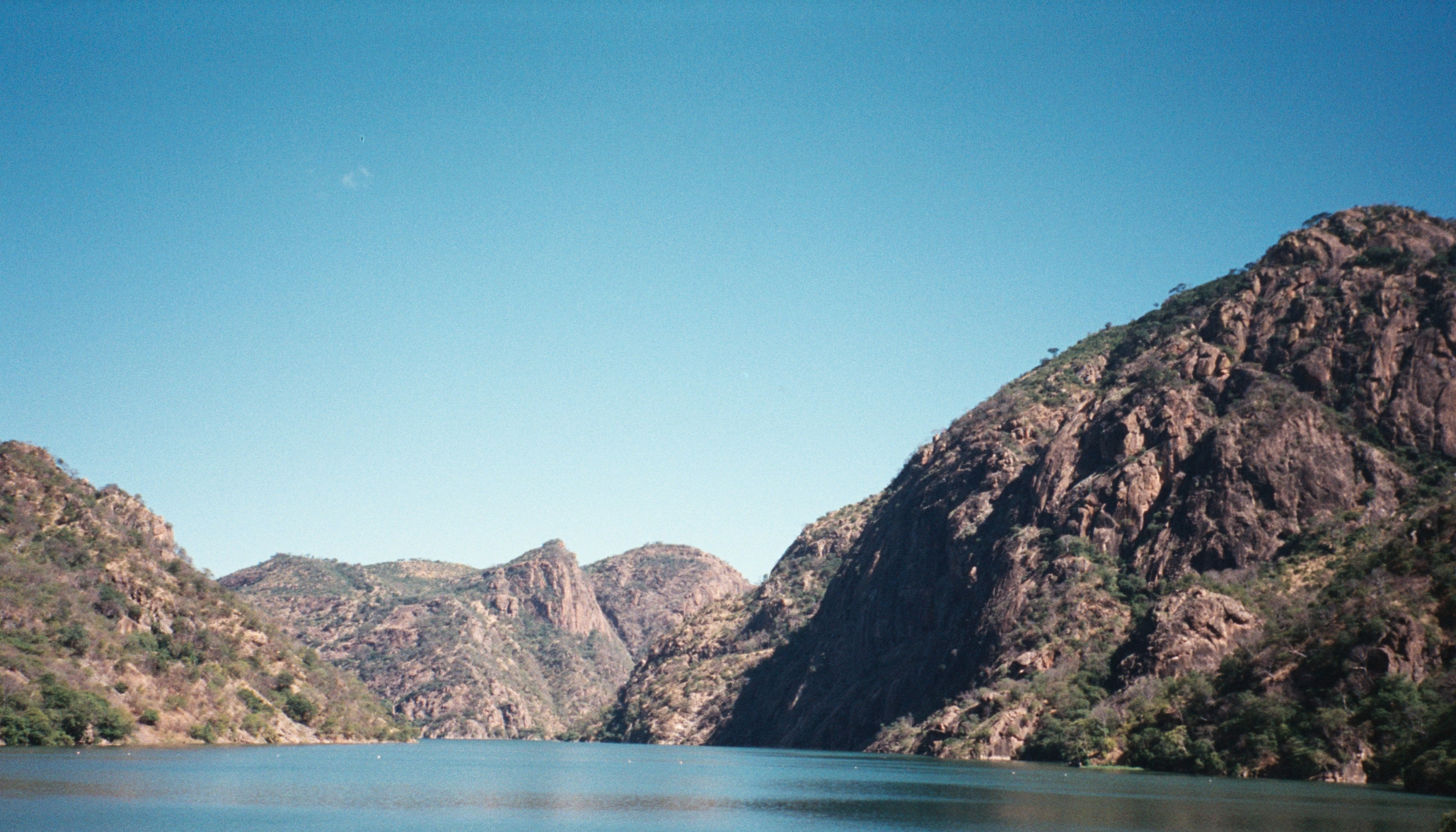
Водосховище Кахора-Баса на річці Замбезі

За даними Всесвітнього банку, Мозамбік — одна з найбідніших країн світу. Проте Мозамбік розглядається як країна, що розвивається, є однією з найдинамічніших економік у світі, ВВП в 1997 і 1998 збільшувався приблизно на 7-8 % на рік. На відміну від більшості країн, що розвиваються і всіх своїх сусідів, Мозамбік в 1998 уник інфляції, мав стабільну грошову одиницю і добре керовану економіку. Мозамбік зумів вижити в фінансовому і економічному відношеннях тільки завдяки солідній фінансовій підтримці в середині 1990-х років з боку міжнародних організацій і країн-донорів. У 1997 зовнішня заборгованість Мозамбіку становила 5 млрд дол. У 1996 темпи грошової інфляції склали 60 % (в 1991 — 50 %), а приріст ВВП в 1995 і 1996 був на 6 % нижче запланованого.
За даними [Index of Economic Freedom, The Heritage Foundation, U.S.A. 2001]: ВВП — $ 3,2 млрд. Темп зростання ВВП — 12 %. ВВП на душу населення — $188. Прямі закордонні інвестиції — $ 131 млн. М. — аграрна країна (в с.г. зайнято бл. 80 % економічно активного населення). Імпорт (машини і обладнання, продовольчі товари, транспортні засоби і паливо) — $ 1,2 млрд (г.ч. Півд. Африка — 54,6 %; Зімбабве — 6,5 %; Сауд. Аравія — 5,4 %). Експорт (сільськогосподарські продукти, цукор і чай, напої і текстильні товари) — $ 449 млн (г.ч. Іспанія — 17,1 %; Півд. Африка — 15,8 %; Португалія — 11,7 %; США — 10,4 %).

## Сільське господарство
Сільське господарство. У аграрному секторі економіки зайнята переважна частина населення. У 1995 на частку сільськогосподарської продукції припадало понад 50 % прибутків від експорту. Більшу частину продукції землеробства давали дрібні сімейні господарства, у виробництві товарної продукції важливу роль відіграють приватизовані ферми, які в минулому належали державі. Основні продовольчі культури — маніок, кукурудза, рис, сорго, бобові, земляний горіх, картопля, цитрусовий і банани. Розведення великої рогатої худоби сконцентроване в південних районах, де відсутня муха цеце — основний бич тваринництва.

## Енергетика
У країні виробляється 343 млн кВт·год. енергії при потенційній загальній потужності 12 млрд кВт·год. на рік.

## Обробна промисловість
Обробна промисловість. Після 1993 Мозамбік приступив до створення промислової інфраструктури на основі приватизації підприємств, лібералізації цін і прямих іноземних інвестицій. У 1993 частка промислової продукції в ВВП становила 15 %. Вироблялися в основному нафтопродукти, текстиль, олія і мило. Для переробки привізних бокситів в алюміній в 1998 поблизу столиці за фінансовій допомогою ПАР був споруджений завод по виробництву алюмінію, працюючий на електроенергії, яка поступає з найбільшого в країні енергетичного комплексу Кебрабаса.